# Liza (arquitectura)

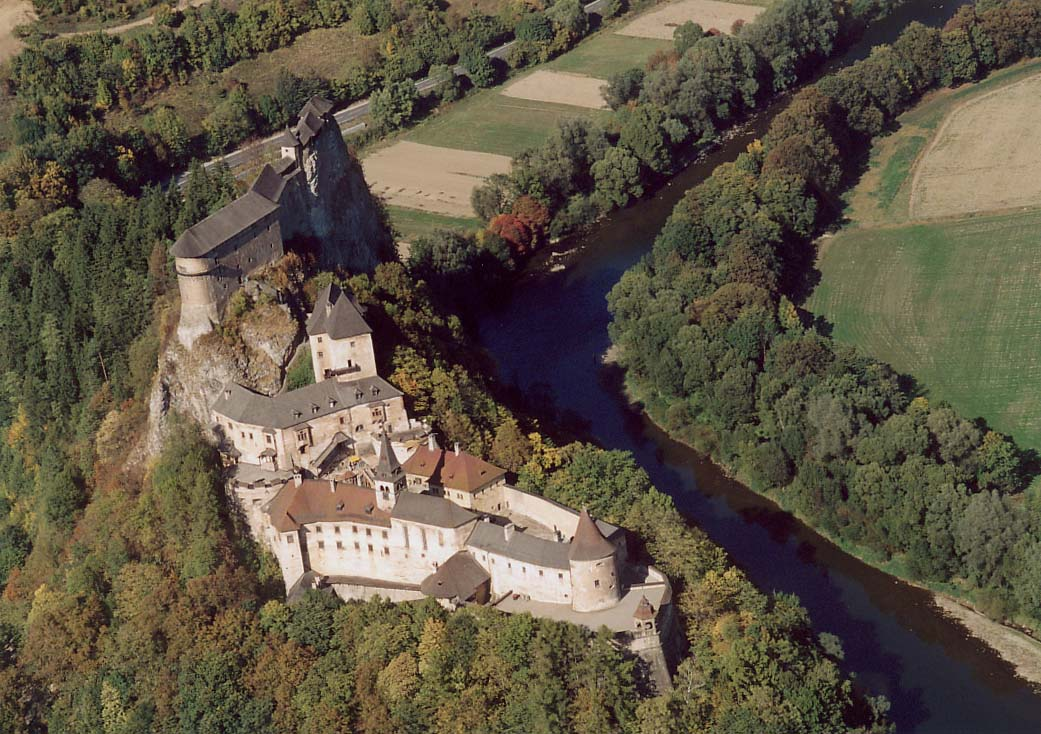
Liza del Castillo de Orava (Eslovaquia)

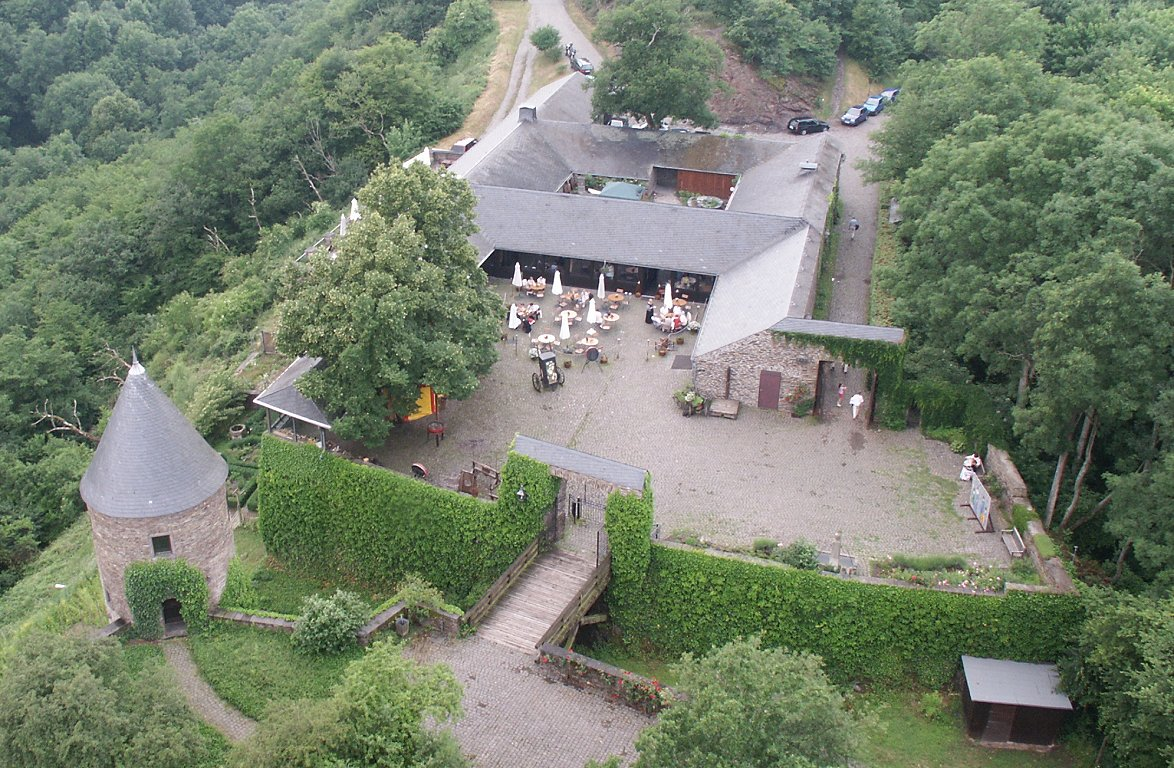
Liza del castillo de Pyrmont en Alemania.

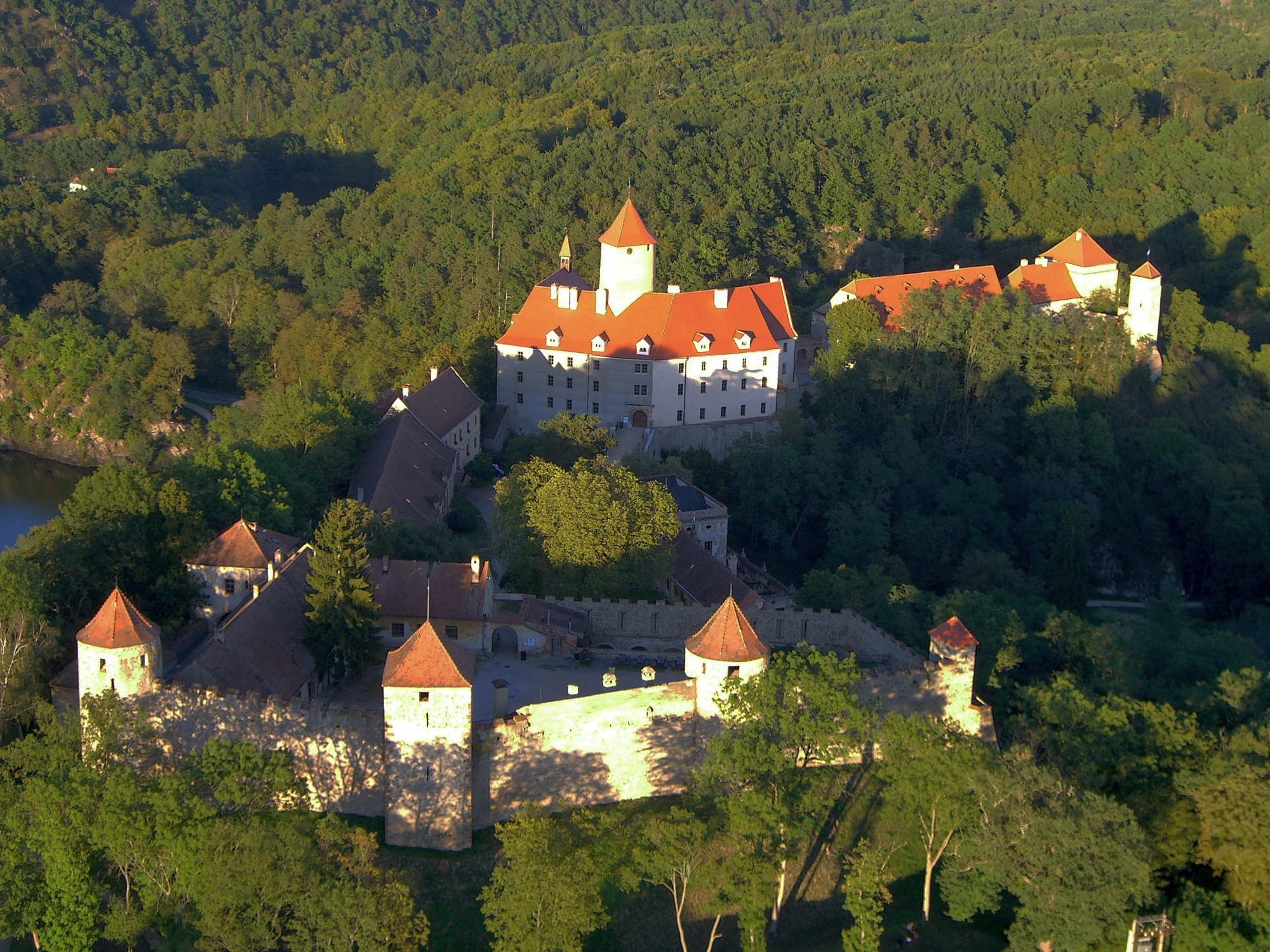
Castillo de Veveří en la República Checa con su liza.

La liza es el recinto exterior defendido de un castillo. También se dio el nombre de liza a los campos cerrados destinados a ejercicios, justas, torneos, paso de armas y juicios de Dios. La liza protege el patio señorial o patio principal y suele contener aquellos edificios auxiliares utilizados para la gestión del castillo o el abastecimiento de sus ocupantes. Estas construcciones domésticas podrían incluir talleres, establos y establos para el ganado; instalaciones de despensas como galpones, tinglados y graneros, así como habitaciones para sirvientes como criadas, trabajadores agrícolas e incluso los gobernadores del castillo o castellanos. En muchos casos también había una cervecería, una panadería y una cocina, si esta última no estaba ubicada en el salón o en las palas. Una liza también se denominaba patio de base en Inglaterra. Dependiendo de la topografía, también podría denominarse liza inferior o patio inferior, estando la torre de homenaje en la liza superior o patio señorial. El castillo de Chepstow tiene lizas inferiores, medias y superiores.
Los edificios domésticos del Schloss continental, a menudo una casa señorial o un palacio, también pueden denominarse liza exterior (en alemán: Vorburg ). Estos frecuentemente contenían una cochera o una casa de caballeros, edificios que no eran comunes en los castillos medievales. Los castillos grandes solían tener más de una liza; los ejemplos incluyen Monschau y Bürresheim. En algunos castillos más grandes, también se realizaban los mercados en la liza (cf. suburbium ).
Inicialmente, las lizas solían estar cerradas y protegidas por un muro circular y separados de la zona de estar real del castillo (la sala interior y la torre del homenaje) ya sea por un foso, un muro y una puerta.
En los castillos de llanura, la liza suele estar dispuesta en forma de media luna alrededor del castillo principal. En el caso de los castillos de colina, había que tener en cuenta las características topográficas del terreno, por lo que la liza solía ser ligeramente más bajo que el patio señorial, de ahí los nombres alternativos en inglés de "lizo inferior" o "patio inferior".El castillo de Rudelsburg en Sajonia-Anhalt es uno de los raros casos de castillo en una colina en el que ambas murallas están al mismo nivel.
En muchos casos, la entrada principal a la vivienda interior pasaba por la liza, que constituía una especie de barrera defensiva y a menudo también servía de refugio para los lugareños que vivían fuera de los muros del castillo. Esto explica por qué la capilla del castillo se encontraba a menudo en la liza, ya que servía como iglesia parroquial para los plebeyos.

## Literatura
- Horst Wolfgang Böhme, Reinhard Friedrich, Barbara Schock-Werner (ed.): Diccionario de castillos, palacios y fortalezas. Reclam, Stuttgart 2004,ISBN 3-15-010547-1, página 255-256.
- Friedrich-Wilhelm Krahe: castillos y casas torre de la Edad Media alemana. Volumen 1 Thorbecke, Stuttgart 2002,ISBN 3-7995-0104-5, páginas 53-55.
- Otto Piper : Burgenkunde. Reimpresión de la edición de 1912. Weltbild, Augsburgo 1994,ISBN 3-89350-554-7, págs. 10–11.

- Datos: Q1401281
- Multimedia: Outer baileys / Q1401281